# 日本國鐵ED53型電力機車
ED53型电力机车（日语：ED53形電気機関車）是日本铁路的第一代干线客运电力机车车型，由日本国有铁道的前身铁道省于1926年（大正15年）从美国引进，适用于供电制式为1500伏直流电的电气化铁路，至1937年（昭和12年）被改造为货运机车，改称ED19型电力机车。

## 历史
1922年（大正11年），日本铁道省决定对东海道本线实施电气化改造。由于当时日本并没有制造干线电力机车的经验，因此决定采用首先从国外引进的办法，向美国的鲍尔温机车厂和西屋电气公司订购了两台1000型电力机车，后来改称为ED10型电力机车。1926年（大正15年），日本再次向鲍尔温机车厂和西屋电气公司订购六台干线客运用电力机车，当时定型为6010型电力机车（6010～6015）。1928年（昭和3年）10月，根据铁道省的车辆形式称号规程修订，该型机车改称为ED53型电力机车（ED53 1～ED53 6）。

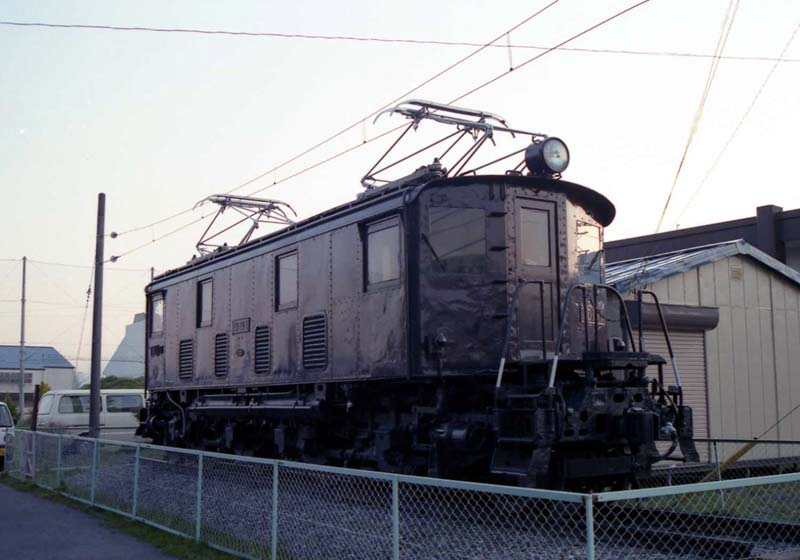
保存于箕轮町民俗博物馆的ED19 1号机车

ED53型电力机车投入运用初期，首先配属到东京机关区，主要在东海道本线担当旅客列车的牵引任务。1937年（昭和12年），仙山线作并至山寺区间全线开通运营，其中全长5,361米的仙山隧道是该线最困难的区段，最大限制坡度达到33‰，平均曲线半径为200〜300米。由于ED53型电力机车的轴重较轻，因此铁道部门决定将ED53-3～ED53-6号机车转往仙山线运用。为适应该区段气候寒冷、坡度大的特点，由大宫工场对这四台机车进行了改造，包括加大牵引齿轮传动比、增加电阻器容量、提高各种装置的耐寒耐雪性能等，经过改造的机车改称为ED19型电力机车（ED19 1～ED19 4）。
ED19型电力机车完成改造后改配属作并机关区。1940年（昭和15年），ED53-1～ED53-2号机车改配属甲府机关区，并于1941年（昭和16年）由滨松工场改造为ED19型电力机车（ED19 5～ED19 6），在身延线上投入运用。二战结束之后，日本国铁对ED19型电力机车的外观和设备布置作了进一步改良，采用了国铁标准型的沙箱、百叶窗和受电弓等。原本在仙山线运用的四台ED19型机车在战后不久转配属西国立机关分区，用于牵引南武线的货物列车。
1950年代，由于ED19型电力机车具有线路适应性较好的优点，因此六台机车全部集中配属到伊那松島机关区，担当飯田線飯田以北的货物列车牵引任务。至1976年（昭和51年），随着ED62型电力机车的引进而报废。

## 技术特点

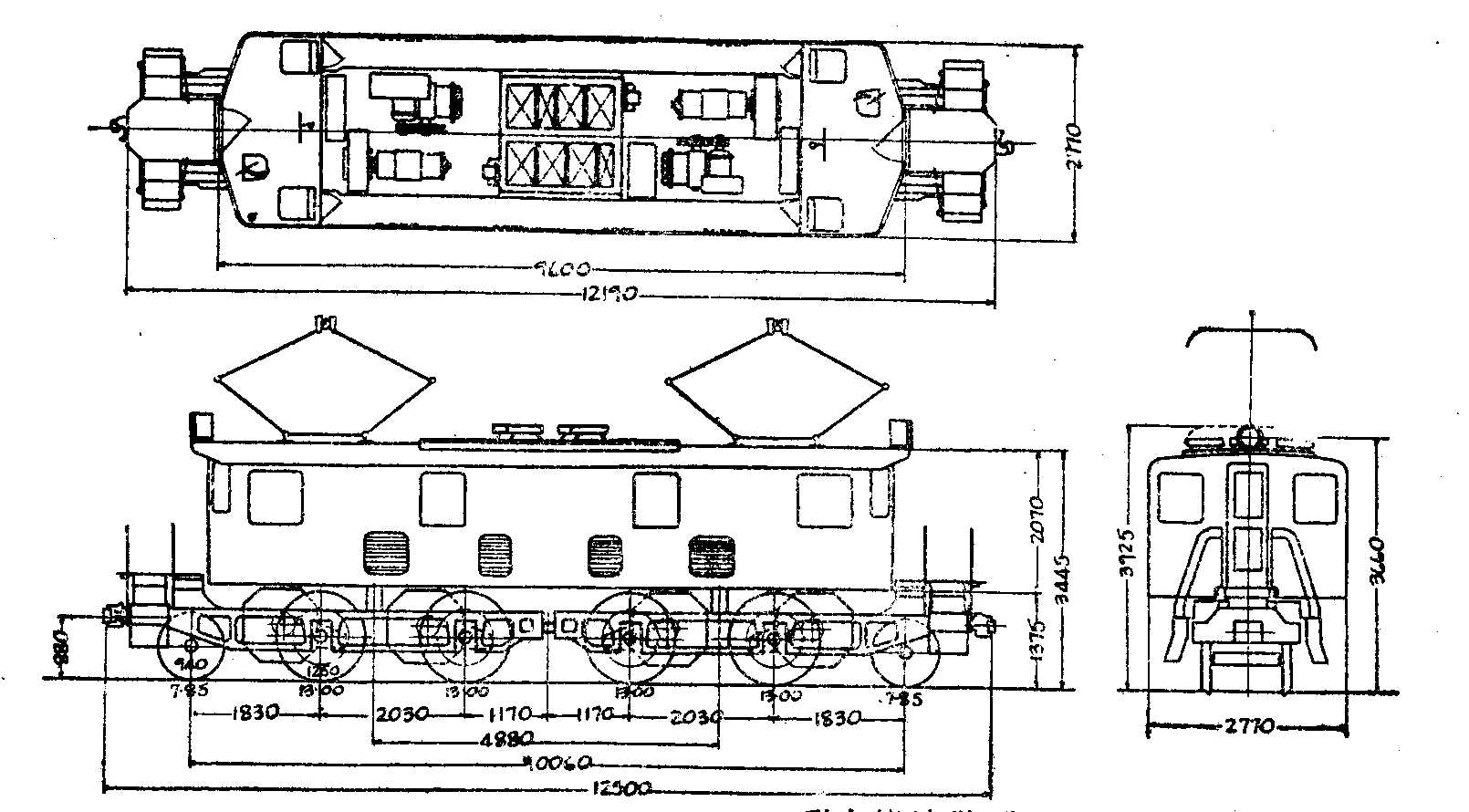
ED19型电力机车的总体布置

ED53型电力机车是干线客运用直流电力机车，适用于1500伏直流电气化铁路。上部车体结构与ED10型电力机车基本相同，采用非承载式结构的箱形车体，车体各项载荷全部由底架承担，车体侧墙和顶盖不参与承载。机车两端为露天的通过台区域，车体两端各设有一个司机室，车体中部为电气室。司机室前方中央设有一扇端门，在司机室内机车运行方向的左侧设有司机操纵台。电气室内有贯通的双侧内走廊连接两端司机室，电气室左右两侧的侧墙均开有四个通风百叶窗口和两个采光玻璃窗，车顶相对两端司机室后部上方的位置各装有一台双臂式受电弓。
机车走行部为两台三轴转向架，每台转向架包括一对导轮和两对动轮，导轮直径为985毫米，动轮直径为1300毫米，机车轴式为1Bo-Bo1。车钩和通过台直接安装在转向架构架的端梁上。两台转向架之间设有弹性联接装置，以提高机车的小半径曲线通过性能，并用于传递牵引力。轴箱采用导框式定位机构，轴箱悬挂装置采用钢板弹簧。牵引电动机采用抱轴式悬挂，牵引电动机的一端安装在转向架构架上，而另一端通过抱轴承刚性抱合在车轴上。牵引电动机输出的扭矩通过一级减速齿轮传递给轮对，牵引齿轮传动比为25 : 68（1 : 2.72）。改造后的ED19型电力机车的齿轮传动比为17：76（1：4.47）。
ED53型电力机车是直—直流电传动的直流电力机车，通过调节起动电阻、牵引电动机的串—并联转换和磁场削弱来达到调速的目的。机车起动和加速时，逐步减少起动电阻的阻值，然后将四台直流牵引电动机从串联转入并联连接，从而实现有级调速。机车还可以对牵引电动机使用一级磁场削弱，作为恒功区的辅助调速手段。牵引电动机采用MT19型串励直流电动机，电动机端电压为675伏时，额定功率为210千瓦，额定转速为每分钟620转。除此之外，ED53型电力机车还采用了电磁式空气接触器、高速断路器等新型电气装置，后来亦被EF52型等国产电力机车所借鉴。

## 车辆保存
- ED19 1号机车：静态保存于长野县上伊那郡箕轮町的民俗博物馆。

## 参看
- ED10型电力机车
- ED11型电力机车
- ED17型电力机车
- ED54型电力机车
- 日本电力机车列表